# Augsburger Philharmoniker
Die Augsburger Philharmoniker (bis Sommer 2012: Philharmonisches Orchester Augsburg) sind das Orchester des Theaters in Augsburg, seine Gründung geht in das Jahr 1865 zurück. Das Orchester hat 70 Planstellen und ist damit der Tarifgruppe TVK B zugeordnet. Generalmusikdirektor und künstlerischer Leiter des Orchesters ist seit der Spielzeit 2015–16 der Dirigent Domonkos Héja. 
Die Augsburger Philharmoniker bestreiten als größter sinfonischer Klangkörper der Stadt rund 120 Musiktheatervorstellungen im Jahr – sowohl im Großen Haus des Theaters, als auch auf der Freilichtbühne. Darüber hinaus stehen unter der musikalischen Leitung von Generalmusikdirektor Domonkos Héja ein Dutzend sinfonische Programme auf dem Spielplan: klassische Sinfoniekonzerte genau so wie Gala-Programme und ein umfangreiches musikpädagogisches Programm, mit dem in jedem Jahr mehrere Tausend junge Menschen in und um Augsburg erreicht werden.
Mit dem Beschluss des Stiftungsrats werden die Augsburger Philharmoniker in einem dreijährigen Prozess ab der Spielzeit 2026/27 zu einem A-Orchester hochgestuft.

## Geschichte

### Bis 1945
Auf langjähriges Betreiben zweier Mitglieder der „Augsburger Liedertafel“ beschloss der Magistrat der Stadt Augsburg am 9. September 1865 die Gründung des „Städtischen Orchesters“, welches vorwiegend im Theater zum Einsatz kommen sollte. Magistrat und Bürgermeister Ludwig Friedrich Alexander von Fischer lag hauptsächlich daran, gut dargebotene Opern auf die Bühne zu bringen und damit das Theater rentabel zu machen. Ein Brand hinter St. Jakob im Jahre 1875 führte zum Neubau des jetzigen Theaters, das am 26. November 1877 unter Direktor Krüger mit Beethovens Fidelio eröffnet wurde. Mit dem Orchester wurden zeitgenössische Werke wie Die Meistersinger von Nürnberg und Der Ring des Nibelungen von Richard Wagner, Carmen von Georges Bizet und Hänsel und Gretel von Engelbert Humperdinck im Theater zur Aufführung gebracht. 
1910 spielte das Städtische Orchester die ersten eigenen Sinfoniekonzerte. In künstlerischer Hinsicht suchte das Orchester durch Gewinnung guter Konzertmeister das Niveau des Orchesters zu verbessern. Aber erst nach dem Ersten Weltkrieg vollzog sich die Umwandlung zu einem wirklich sinfonischen Orchester für Bühne und Konzertsaal, das unter der Leitung von Bruno Walter, Hans Pfitzner und anderen große Erfolge feierte. Im Jahre 1920 wurde das Orchester von der Stadt Augsburg übernommen. In den folgenden Jahren waren große Werke wie Beethovens 9. Sinfonie oder Richard Strauss’ Alpensinfonie in Anwesenheit des Komponisten zu hören. 
Gleichzeitig hielt die Moderne Einzug in die Theaterspielpläne: Opern wie Paul Hindemiths Cardillac und Neues vom Tage, Ernst Kreneks Jonny spielt auf oder Siegfried Wagners Der Bärenhäuter unter der Leitung des Komponisten kamen auf den Spielplan. Auch in den Bereich des Konzertlebens hinein wurde die musikalische Moderne von dem ab 1931 amtierenden Städtischen Kapellmeister Ewald Lindemann getragen. Er führte u. a. Strawinskis Feuervogel-Suite und sein Ballett Petruschka auf, sowie Rudi Stephans Oper Die ersten Menschen (Januar 1932). 
Am 8. Oktober 1934 wurde der 70. Geburtstag von Richard Strauss mit einem großen Sinfoniekonzert in Anwesenheit des Komponisten gefeiert und am 14. Oktober 1935 das siebzigjährige Bestehen des Städtischen Orchesters. Noch während des Krieges wurde gespielt, etliche Erst- und Uraufführungen kamen zustande: die Erstaufführung von Wilhelm Jergers Salzburger Hof- und Barockmusik, die Erstaufführung von Karl Höllers Passacaglia und Fuge nach Frescobaldi sowie die Uraufführung von Otto Jochums Goethe-Sinfonie für Orchester mit Schlusschor unter der Leitung des Komponisten.

### Seit 1945
Nach Kriegsende wurde das Orchester noch 1945 wieder neu formiert und von dem Kapellmeister Fritz Schnell zu hohem Niveau geführt. Schnell nahm es vollen Spielbetrieb wieder auf, zu Weihnachten wurden Die Lustigen Weiber von Windsor von Otto Nicolai und J. S. Bachs Weihnachtsoratorium aufgeführt. Im Februar 1946 folgte Mozarts Die Hochzeit des Figaro in der Oper. Noch vorausgegangen war ein für die damalige Zeit außerordentliches konzertantes Ereignis: die Aufführung der Sinfonie Mathis der Maler von Hindemith. Es war der erste große und demonstrative Einsatz für die musikalische Moderne nach dem Krieg. Im Frühjahr 1946 konnte auch das Freilichttheater wieder spielen und es war damit wieder eine der traditionellen Aufgaben des Orchesters gegeben. Ein erster Höhepunkt dieser Zeit war die Aufführung der 9. Sinfonie von Beethoven am 10. Juni 1946. Das Orchester erfuhr zahlenmäßige Verstärkung, die seine Leistungsfähigkeit wesentlich erhöhte.
Die Sinfoniekonzerte wurden 1963 vom geschlossenen Ludwigsbau im Wittelsbacher Park in das wieder aufgebaute Große Haus des Theaters verlegt, seit 1972 hat das Orchester seinen festen Spielort in der Kongresshalle Augsburgs, dem heutigen Kongress am Park (Eröffnung am 17. Juni 1972). In den Spielzeiten 2010–11 und 2011–12 war das Orchester während des Umbaus und der Renovierung des Kongresses am Park (Wiedereröffnung unter Teilnahme der Augsburger Philharmoniker: 3. Mai 2012) zu Gast in der Stadthalle Gersthofen. 
Unter den musikalischen Leitern und Generalmusikdirektoren Augsburgs finden sich Namen wie István Kertész, Hans Zanotelli (u. a. Wozzeck, 1963), Bruno Weil, Michael Luig, Peter Leonard und Dirk Kaftan.

## CD-Einspielungen
- Franz Schreker: Der ferne Klang, mit: du Randt, Schulz, Kaftan u. a., Ars Produktion, 2011.
- Nino Rota: Cellokonzerte Nr. 1 und 2, Il Gattopardo, mit: Kleinhapl, Kaftan, Ars Produktion, 2011.

## DVD-Einspielung
- Die Weber (Regie: Friedrich Zelnik, 1927. Musik: Johannes Kalitzke, 2012). In Zusammenarbeit mit der Friedrich-Wilhelm-Murnau-Stiftung, dem ZDF und ARTE. Mit: Augsburger Philharmoniker, Johannes Kalitzke.